# Kōki Harada
Kōki Harada (japanisch 原田 虹輝 Harada Kōki; * 6. August 2000 in Saitama, Präfektur Saitama) ist ein japanischer Fußballspieler.

## Karriere
Kōki Harada erlernte das Fußballspielen in den Jugendmannschaften von den Iwatsuki Jaguars und dem SC Yono sowie in der Schulmannschaft der Shohei High School. Seinen ersten Vertrag unterschrieb er am 1. Februar 2019 bei Kawasaki Frontale. Der Verein aus Kawasaki spielte in der ersten japanischen Liga, der J1 League. 2019 gewann er mit Kawasaki den J. League Cup sowie den Supercup. 2020 feierte er mit Frontale die japanische Meisterschaft und den Gewinn des Kaiserpokals. Am 1. Februar 2021 wechselte er auf Leihbasis zum Drittligisten Gainare Tottori. Sein Drittligadebüt gab Kōki Harada am 11. April 2021 im Auswärtsspiel gegen Tegevajaro Miyazaki. Hier wurde er nach der Halbzeitpause für Masataka Kani eingewechselt. Für Gainare absolvierte er 16 Ligaspiele. Die Saison 2022 wurde er an den Drittligisten AC Nagano Parceiro nach Nagano ausgeliehen.

## Erfolge
Kawasaki Frontale
- Japanischer Meister: 2020
- Japanischer Ligapokalsieger: 2019
- Japanischer Supercup-Sieger: 2018
- Japanischer Pokalsieger: 2020